# Benessere 1
A Benessere 1 (vagy más néven Compilation Benessere) Gigi D'Agostino 2004-ben kiadott mixlemeze. Az album két korongot tartalmaz, többségében a Gigi különböző álnevein készült szerzeményeket valamint más előadók számait.

## Számlista

### CD1
1. Hakim – Anabalina  6:14
2. Musichismo – Paradigma  1:36
3. Musichismo – Musichismo  2:11
4. La Tana Del Suono – Nascendo  2:25
5. La Tana Del Suono – Parlando  3:05
6. Uomo Suono – Uomo suono  1:48
7. Gigi D'Agostino – Complicita  4:19
8. Felix Da Housecat – Silver screen/Showerscene  1:27
9. Brooklyn Bounce – Bass, beats & melody  1:06
10. Uomo Suono – Passo passo  0:16
11. Human Resource – Dominator  1:16
12. Gigi D'Agostino – Triangle  4:05
13. Officina Emotiva – The power of love  2:20
14. Orchestra Maldestra – Monocordo  3:34
15. Ferry Corsten – Sweet sorrow  3:57
16. Onironauti – Toccando le nuvole  5:18
17. Gigi D'Agostino – Momento contento  4:26
18. DJ Pandolfi – Main title/The kiss (Gigi D'Agostino & Pandolfi mix)  3:57
19. Gigi D'Agostino – Bolero  4:12
20. Luca Noise – Traffico (Gigi D'Agostino & Luca Noise mix)  2:46
21. Orchestra Maldestrra – Chi cerca scuse trova menzogne  1:32
22. Molto Folk – Canto do mar (Gigi D'Agostino pescatore mix)  5:00
23. Gigi D'Agostino – Sonata  5:18
24. Onironauti – Attraverso noi  6:08

### CD2
1. Akcent – Azi plang numai eu  4:16
2. Gigi D'Agostino – Pura e nobilta  6:13
3. Gigi D'Agostino – Amore grande amore libero  2:52
4. Gigi D'Agostino – Tangology  5:16
5. Onironauti – Il suono della dignita  1:54
6. Luca Noise – Sostanza noetica  6:24
7. Gigi D'Agostino – The rain  4:16
8. Gigi D'Agostino & Datura – Summer of energy  4:37
9. Gigi D'Agostino – On eagle's wings  7:10
10. Il Grande Viaggio – Il cavaliere  2:49
11. Gigi D'Agostino – Bla bla bla (Remix)  2:43
12. Onironauti – Adagio  4:33
13. Il Grande Viaggio – La scomoune  4:54
14. Onironauti – Donna amante mia  5:04
15. Onironauti – Risveglio  3:46
16. Onironauti – A pochi istanti da Terra  6:01